# Linepithema aztecoides
Linepithema aztecoides es una especie de hormiga del género Linepithema, subfamilia Dolichoderinae. Fue descrita científicamente por Wild en 2007.
Se distribuye por Brasil y Paraguay. Se ha encontrado a elevaciones de hasta 200 metros. Vive en microhábitats como la vegetación baja.